# Natalia Verbeke
Natalia Verbeke, all'anagrafe Natalia Carolina Verbeke Leiva (Buenos Aires, 23 febbraio 1975), è un'attrice argentina naturalizzata spagnola.

## Biografia
Natalia Verbeke è nata a Buenos Aires (Argentina), dove ha vissuto fino all'età di undici anni, momento in cui la sua famiglia ha deciso di trasferirsi a Madrid, in Spagna.

## Carriera
Natalia Verbeke ha studiato presso la scuola reale d'arte drammatica, alla scuola Guindalera con Juan Pastor, ha studiato un corso di recitazione per professionisti con John Strasberg, danza contemporanea con Josefina Tomás, flamenco con Miquel Sandoval, Carmen Romera e Víctor Ullate Roche.
Nel 1998 ha debuttato con il film A Good Boyfriend, insieme a Fernando Guillén Cuervo, e ha ricevuto il Max Factor Award per essere il volto più bello del cinema spagnolo. Poi ha recitato in Nobody Knows Nobody (1999), The Bride's Son (2001) e The Other Side of the Bed (2002). È apparsa anche in A golpes  dove ha interpretato il ruolo di María, una pugile che si guadagnava da vivere come tassista o Soccer Days (2003) di David Serrano.
A teatro ha recitato in Sogno di una notte di mezza estate (A Midsummer Night's Dream) di William Shakespeare, in Inghilterra.
Il suo primo ruolo fisso in televisione è stato nella produzione di Antena 3 El pantano insieme ad Emma Suárez e Antonio Valero, dove ha interpretato il ruolo di Inés Alonso durante i nove episodi della serie. Successivamente ha fatto parte del cast della serie Al filo de la ley interpretando Elena Castro.
Nel 2007 è tornata sul piccolo schermo per partecipare alla serie di Telecinco Los Serrano. Ha interpretato Ana Blanco, la sorellina di Andrés (interpretato da Jorge Fernández) e Candela (interpretata da Nuria González), proprietaria della scuola di Santa Justa, durante la sesta e la settima stagione.
Nel 2008 ha diretto il cast della miniserie La bella Otero - La regina della belle époque (La bella Otero), tratta dall'omonimo romanzo della scrittrice Carmen Posadas e dove ha condiviso un cast con John Malkovich e Montse Guallar.
Dal 2009 al 2011 ha recitato nella serie di Antena 3 Doctor Mateo accanto all'attore Gonzalo de Castro. In esso, ha interpretato il ruolo di Adriana Pozuelo, l'insegnante del paese, durante le cinque stagioni in cui è durata la serie. Grazie a quest'ultima interpretazione, ha vinto il Premio Onda come Migliore attrice televisiva nel 2010, un Premio Zapping come Miglior attrice nel 2011, oltre a due nomination ai Gold TP e Silver Frames rispettivamente nel 2011 e nel 2009.
Nel 2011 ha recitato nella commedia Le donne del 6º piano (Les Femmes du 6e étage) insieme a Carmen Maura e Lola Dueñas. L'anno successivo, nel 2012, ha partecipato alla serie francese Jeu de dames, in onda sul canale France 3. Nell'aprile 2013 ha firmato per la serie di Antena 3 Bienvenidos al Lolita, una commedia musicale insieme a Beatriz Carvajal e Rodrigo Guirao Díaz.

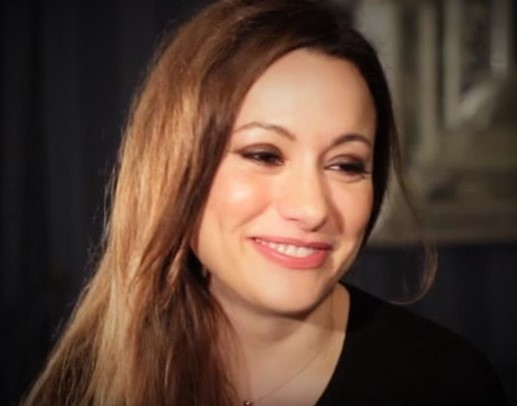
Natalia Verbeke nel 2016.

Nel marzo 2016 è stata presentata in anteprima la serie El Caso. Crónica de sucesos con Fernando Guillén Cuervo e Verónica Sánchez. In esso, ha interpretato il ruolo della dottoressa forense Rebeca Martín durante i tredici episodi della prima stagione. Successivamente ha partecipato alla registrazione del film ispano-argentino El último traje diretto da Pablo Solarz, la cui prima è stata annunciata per il 2017.

## Vita privata
Natalia Verbeke nel 2003 è stata legata sentimentalmente per alcuni mesi con il presentatore televisivo Gonzalo Miró. Nel 2005 al 2010 ha avuto una relazione con il torero di Madrid Miguel Abellán. Dal 2010 al 2013 ha avuto una relazione romantica intermittente con il suo co-protagonista Gonzalo de Castro.
Nel 2013 ha iniziato a frequentare lo chef Jaime Renero, con il quale si è fidanzata nel 2014. Pochi giorni prima del matrimonio, la coppia lo ha annullato e nei mesi successivi si è lanciata accuse reciproche sul motivo della rottura.
Dal 2015 è legata sentimentalmente al rugbista argentino Marcos Poggi, tredici anni più giovane di lei. Nel novembre 2016, la coppia ha annunciato di essere in attesa del loro primo figlio, così il 12 marzo 2017 è nata la loro prima figlia che si chiama Chiara.

## Filmografia

### Cinema
- Un buen novio, regia di Jesús R. Delgado (1998)
- Nadie conoce a nadie, regia di Mateo Gil (1999)
- Kasbah, regia di Mariano Barroso (2000)
- Carretera y manta, regia di Alfonso Arandia (2000)
- Il figlio della sposa (El hijo de la novia), regia di Juan José Campanella (2001)
- Jump Tomorrow, regia di Joel Hopkins (2001)
- L'altro lato del letto (El otro lado de la cama), regia di Emilio Martínez Lázaro (2002)
- Apasionados, regia di Juan José Jusid (2002)
- Dot the I - Passione fatale (Dot the I), regia di Matthew Parkhill (2003)
- Días de fútbol, regia di David Serrano (2003)
- El Cid - La leggenda (El Cid: La leyenda), regia di Jose Pozo (2003)
- El juego de la verdad, regia di Álvaro Fernández Armero (2004)
- La tempesta (Tempesta), regia di Tim Disney Obsesión (2004)
- El método, regia di Marcelo Piñeyro (2005)
- A golpes, regia di Juan Vicente Córdoba (2005)
- GAL, regia di Miguel Courtois (2006)
- Arritmia, regia di Vicente Peñarrocha (2007)
- Le donne del 6º piano (Les Femmes du 6e étage), regia di Philippe Le Guay (2011)
- Atraco en familia, regia di Pascal Bourdiaux (2017)
- Ladre per caso (Mes trésors), regia di Pascal Bourdiaux (2017)
- El último traje, regia di Pablo Solarz (2017)

### Televisione
- El pantano – serie TV. 9 episodi (2003)
- Al filo de la ley – serie TV, 13 episodi (2005)
- Los Serrano – soap opera, 23 episodi (2007-2008)
- La bella Otero - La regina della belle époque (La bella Otero) – serie TV, 2 episodi (2008)
- Doctor Mateo – serie TV, 53 episodi (2009-2011)
- Jeu de Dames – miniserie TV, 3 episodi (2012)
- Bienvenidos al Lolita – serie TV, 8 episodi (2014)
- El Caso: Crónica de sucesos – serie TV, 13 episodi (2016)
- El nudo – serie TV, 13 episodi (2019-2020)
- Servir y proteger – serie TV (2019-2022)
- Ana Tramel. El juego – serie TV, 6 episodi (2021)
- Todos mienten – serie TV, 6 episodi (2022)
- Una vida menos en Canarias – serie TV, 5 episodi (2024)

Una vida menos en Canarias

### Cortometraggi
- No quiero, regia di Virginia Rodríguez (2007)
- El futuro ya tiene recuerdos, regia di Santiago Zannou (2017)

## Doppiatrici italiane
Nelle versioni in italiano dei suoi film e delle sue serie TV, Natalia Verbeke è stata doppiata da:
- Chiara Colizzi[25] ne Il figlio della sposa
- Francesca Fiorentini[26] ne L'altro lato del letto[27]
- Barbara De Bortoli[28] in El Cid - La leggenda[29]
- Chiara Gioncardi[30] ne La tempesta[31]
- Tiziana Profumi[32] ne Le donne del 6º piano[33]

## Riconoscimenti
- British Independent Film Awards
  - 2001: Candidata come Attrice rivelazione per il film Jump Tomorrow

- Circolo degli scrittori cinematografici
  - 2003: Candidata come Miglior attrice non protagonista per il film L'altro lato del letto (El otro lado de la cama)

- Fotogrammi d'argento
  - 2009: Candidata come Miglior attrice televisiva per la serie Doctor Mateo

- Premio Onda
  - 2002: Vincitrice come Miglior attrice per il film Il figlio della sposa (El hijo de la novia)
  - 2002: Vincitrice come Miglior attrice per il film L'altro lato del letto (El otro lado de la cama)
  - 2010: Vincitrice come Miglior interprete femminile nella narrativa nazionale per la serie Doctor Mateo[34]

- Premio Turia
  - 2002: Vincitrice come Miglior attrice per il film Il figlio della sposa (El hijo de la novia)[35]

- Premio Zapping
  - 2011: Vincitrice come Miglior attrice per la serie Doctor Mateo[36]

- Unione degli attori e delle attrici
  - 2003: Candidata come Miglior attrice protagonista in un film per L'altro lato del letto (El otro lado de la cama)

- TP de Oro
  - 2011: Candidata come Miglior attrice per la serie Doctor Mateo